# Short 330
Short 330 — британський легкий двомоторний турбогвинтовий літак виробництва компанії Short Brothers з Белфаста, Північна Ірландія. Використовується переважно для перевезення пасажирів чи вантажу на короткі відстані. Літак був відносно недорогим і відзначався низькими експлуатаційними витратами. Здатен перевозити до 30 пасажирів чи до 3220 кг вантажу, на відстань до 1695 кілометрів. Споріднені моделі Short 360 та Short C-23 Sherpa.

## Технічний опис
Двомоторний суцільнометалевий підкосний високоплан, з Н-подібним хвостовим оперенням. Характерними рисами цього літака є дебелий фюзеляж, майже квадратної форми в поперечному перерізі (спецефічна форма фюзеляжу вперше була застосована на Short SC.7 Skyvan, і була наслідувана для всіх моделей, створених пізніше на його базі) і розміщення всіх паливних баків над стелею вантажного відсіку. Шасі трьохопорне з носовим колесом, в польоті прибирається. Силова установка складається з 2 турбогвинтових двигунів. 

## Див. Також

### Споріднені моделі
- Short 360
- Short C-23 Sherpa

### Схожі літаки
- Ан-38
- Let L-610